# 秋山武右衛門
秋山 武右衛門（あきやま ぶえもん、生年不明 ‐ 明治33年（1900年））は、明治時代の浮世絵の版元。

## 来歴
滑稽堂と号し、日本橋室町3丁目9番地で明治初年から稗史小説の刊行を開始しており、浮世絵の版元をしていた。御金御用十人衆の手代であったといわれ、俳人でもあり、滑稽庵五音と称していた。明治16年（1883年）、月岡芳年の大判3枚
続の錦絵「藤原保昌月下弄笛図」の版行を機に芳年との交流が始まり、以降、多くの芳年の錦絵を版行している。また、1887年（明治20年）、自ら「新板運動双六」（江戸東京博物館所蔵）という双六絵を描いている。他に楊洲周延、3代歌川広重、新井芳宗、金木年景、小林幾英、水野年方、宮川春汀などの作品を版行している。墓所は台東区寿2丁目の不動院。明治31年（1898年）5月に向島百花園に建立された月岡芳年翁之碑に「芳年門人」の一人として、他の芳年門人らとともに滑稽堂秋山として名が挙げられている。
現当主は秋山直太郎といい、室町4丁目にて秋山画廊を営んでいる。

## 作品

### 月岡芳年
- 「藤原保昌月下弄笛図」　大判3枚続　明治16年　摺常
- 「東名所墨田川梅若之古事」　大判3枚続　　明治16年
- 「平清盛炎焼病之図」　大判3枚続　明治16年　山本彫　摺常
- 「全盛四季　夏　根津花やしき　大松楼」　大判3枚続　明治16年　山本彫
- 「全盛四季　冬　根津花やしき　大松楼」　大判3枚続　明治16年　山本彫
- 「偐紫田舎源氏」　明治17年（1884年）　大判3枚続　野口円活彫　柳亭種彦の襲名記念
- 「日蓮上人石和河にて鵜飼の迷魂を済度したまう図」　大判3枚続　明治18年（1885年）　　円活彫（山本補刻）
- 『月百姿』 大判 全100枚揃 明治18年‐明治24年
- 「月百姿　名月や畳の上に松の影　其角」　大判　明治18年　円活彫
- 「月百姿　いつくしま乃月　室遊女」　大判　明治18年　円活彫
- 「月百姿　朝野川晴雪月　孝女ちか子」　大判　明治18年　円活彫
- 「護国女太平記」　大判3枚続　明治18年　円活彫
- 「秀鶴（中村仲蔵）」　大判　明治19年（1886年）　追善絵
- 「藤花鯉魚」　大判3枚続　明治22年（1889年）　芳年唯一の花鳥画
- 「雪月花の内　雪　岩倉の宗玄　尾上梅幸」　大判3枚続　明治23年（1890年）　彫勇
- 「雪月花の内　月　毛剃九右衛門　市川三升」　大判3枚続　明治23年　彫勇
- 「雪月花の内　花　御所五郎蔵　市川左団次」　大判3枚続　明治23年
- 「一ツ家　尾上菊五郎」　大判3枚続　明治23年　彫勇
- 「弁慶　市川団十郎」　大判3枚続　明治23年　彫勇
- 「くら美良喜」大判3枚続　明治24年（1891年）　山脇義久彫

### 水野年方
- 「三十六佳撰」 大判36枚揃 明治26年（1893年）
- 「茶の湯日々草」 大判15枚及び序1枚揃 明治29年（1896年）
- 「美人奇石会縦覧之図」　大判3枚続　明治29年
- 「今様美人」 大判12枚揃 明治31年（1898年）
- 「三井好都の錦」 大判12枚揃
- 「三越好都の錦」 大判12枚揃

### 3代歌川広重
- 「東京名勝図会　芝紅葉館」　大判　明治18年
- 「東京名所図会　銀座通」　大判　明治18年

### その他
- 小林幾英 「東京名所之内日本橋真景」　　大判　明治19年
- 金木年景「大蘇芳年像」　大判　明治25年（1892年） 円活彫
- 新井芳宗 『撰雪六々談』 大判24枚組 明治26年(1893年)  国立国会図書館所蔵
- 楊洲周延「明治卅一年四月十日奠都三十年祝賀会」 大判9枚続 明治30年（1897年）
- 宮川春汀「有喜世之華」 大判36枚揃 明治30年‐明治31年（1898年）